# 橘奈良麻呂
橘 奈良麻呂（たちばな の ならまろ、養老7年〈721年〉? - 天平勝宝9年〈757年〉）は、奈良時代の公卿。左大臣・橘諸兄の子。官位は正四位下・参議、贈正一位太政大臣。二代目橘氏長者。

## 経歴
父・諸兄は聖武天皇の信任を得て政権を担い、天平15年（743年）には従一位左大臣にまで昇進している。
天平12年（740年）5月に聖武天皇が諸兄の相楽にある別邸に行幸した際、奈良麻呂は无位から従五位下に直叙され、同年11月には早くも従五位上に昇進し、天平13年（741年）大学頭に任ぜられる。その後、摂津大夫・民部大輔を務める一方で、天平15年（743年）二階昇進して正五位上、天平19年（747年）従四位下、天平21年（749年）従四位上と聖武朝後半に順調に昇進を果たす。聖武朝においては、聖武天皇の皇女で藤原氏の血を引く阿倍内親王が皇太子に立てられていたが、奈良麻呂は聖武天皇の唯一の皇子で自らの縁戚にあたる安積親王の擁立を目指していた。しかし、天平16年（743年）安積親王が急逝してしまい聖武天皇の皇子がいなくなる状況下で、翌天平17年（744年）9月に聖武天皇が行幸中の難波宮で病気に倒れると、阿倍内親王を皇嗣と認めない奈良麻呂は事変の発生を予想し、多治比国人・多治比犢養・小野東人・佐伯全成らを勧誘して黄文王を皇嗣に擁立する動きを見せている。
天平勝宝元年（749年）7月に聖武天皇が譲位して阿倍内親王が即位（孝謙天皇）すると、奈良麻呂は大伴兄麻呂・藤原清河と共に参議に任ぜられ公卿に列す。この年にも、黄文王擁立の実行について佐伯全成を誘っているが、全成に拒絶され実行を思いとどまっている。孝謙朝に入ると、光明皇后の信任厚くまた孝謙天皇に寵愛される藤原仲麻呂が急速に台頭して、諸兄と対立するようになった。奈良麻呂は天平勝宝4年（752年）但馬因幡按察使、天平勝宝6年（754年）正四位下に叙任される。天平勝宝7歳（755年）11月に諸兄が酒席で聖武上皇に対して無礼な発言があったとの密告が行われると、天平勝宝8歳（756年）2月に諸兄は致仕し、天平勝宝9歳（757年）1月に失意のうちに没した。天平勝宝8歳（756年）7月に聖武上皇が崩御し、遺言により道祖王が立太子される。だが翌天平勝宝9歳（757年）3月に孝謙天皇は道祖王に不行跡があるとして皇太子を解き、5月に仲麻呂が推す大炊王（淳仁天皇）が立太子される。
同年6月に奈良麻呂は右大弁に任ぜられる。奈良麻呂は仲麻呂の専横に強い不満を持ち、大伴古麻呂・小野東人らと語らい仲麻呂の排除を画策した。奈良麻呂は会合を重ね密かに同志を募ったが、そこから密謀が漏れてしまう。山背王が仲麻呂に対して「奈良麻呂らが兵器を準備している」と密告した。
7月2日に上道斐太都が小野東人から奈良麻呂らの謀反への参加を呼びかけられたと密告があり、東人らが捕らえられ訊問された。東人は訊杖による拷問を受けて全てを白状した。計画は、奈良麻呂らが兵を起こして仲麻呂を殺して皇太子を退け、次いで駅鈴と玉璽を奪い、右大臣・藤原豊成を奉じて天下に号令し、天皇を廃して塩焼王・道祖王・安宿王・黄文王の中から天皇を推戴するというものであった。
東人の供述に基づき翌3日になると奈良麻呂・道祖王・黄文王・大伴古麻呂・多治比犢養・賀茂角足等、名前を挙げられた人々は一斉に逮捕された。奈良麻呂は中納言・藤原永手の訊問に対して「政治が無道だから兵を起こして、その上で陳情しようとした」と答えた。永手が「何ゆえ政治が無道なのか」と問うと、奈良麻呂は「東大寺などを造り人民が辛苦している」と答えた。永手が「東大寺はお前の父の時代に造ったものだ。お前の言うべきことではない」と問い詰めると奈良麻呂は答えに窮した。佐伯全成の自白によると、奈良麻呂が謀反を考え始めたのは天平17年（745年）に聖武天皇が難波に行幸したときのことで、その時に初めて謀反に誘われたと答えた。訊問後、佐伯全成は自害した。
孝謙天皇は逮捕された人々を本来は死罪に処すところ、死一等を減じて流罪に処すると詔した。しかし、政治の粛正を図りたい仲麻呂は断固として手を緩めなかった。翌日、謀反に関わった道祖王、黄文王、古麻呂、犢養らに対し、永手、百済王敬福、船王らの監督のもと、全身を訊杖で何度も打つ拷問が行われた（先に拷問された東人も含め）。これらは長時間にわたる拷問の末、次々と獄死した。首謀者の奈良麻呂については『続日本紀』に記録が残っていないが、同様に獄死したと思われる。後に奈良麻呂の孫の嘉智子が嵯峨天皇の皇后（檀林皇后）となったために記録から消されたと考えられている（橘奈良麻呂の乱）。ただし、事件以後の『続日本紀』の記事には、奈良麻呂の名前がいくつか残っているため、死亡記事を削除したという説には疑問も多い。
皮肉なことに、奈良麻呂の死後に生まれた息子・清友の娘・嘉智子が嵯峨天皇の妃となって後の仁明天皇を生んだことから、承和14年（847年）に政敵・仲麻呂が後に謀反を起こして失うこととなった正一位太政大臣の官位を贈られている。

## 官歴
『続日本紀』による。
- 天平12年（740年） 5月10日：従五位下（直叙）。11月21日：従五位上
- 天平13年（741年） 7月3日：大学頭
- 天平15年（743年） 5月5日：正五位上（越階）
- 天平17年（745年） 9月4日：摂津大夫
- 天平18年（746年） 3月10日：民部大輔
- 天平19年（747年） 正月20日：従四位下
- 天平21年（749年） 4月1日：従四位上。閏5月1日：侍従。7月2日：参議
- 天平勝宝4年（752年） 11月3日：但馬因幡按察使
- 天平勝宝6年（754年） 正月16日：正四位下
- 天平勝宝8歳（756年） 5月3日：装束司
- 天平勝宝9歳（757年） 6月16日：右大弁

## 系譜
- 父：橘諸兄
- 母：藤原多比能 - 藤原不比等の娘
- 妻：大原明女 - 大原麻呂の娘?
  - 長男：橘安麻呂（739-821）
- 妻：大伴古慈斐の娘
  - 男子：橘島田麻呂（750-?）
- 妻：藤原宇合の娘?[3]
  - 男子：橘入居（?-800）
- 生母不明の子女
  - 男子：橘清友（758-789）
  - 男子：橘清野（750-830）

## 関連作品
- 映画『大佛開眼』1952年、演：岡譲二
- テレビドラマ『唐招提寺1200年の謎〜天平を駆けぬけた男と女たち』 2009年、TBS、演：デビット伊東